# Svätý Kríž
Svätý Kríž (węg. Liptószentkereszt, Szentkereszt, Szent Kereszt) – gmina i wieś (obec) na Słowacji, w powiecie Liptowski Mikułasz.

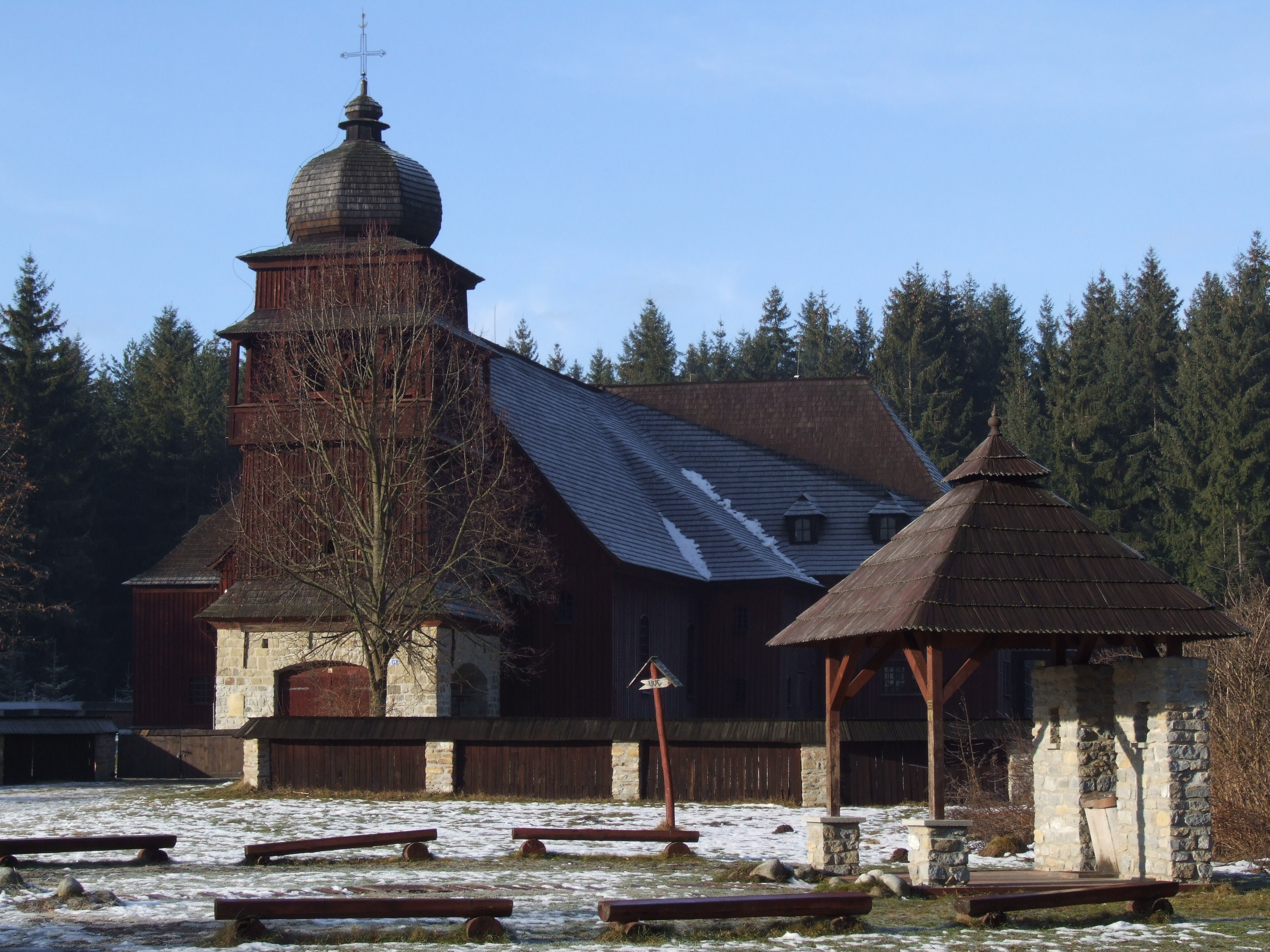
Kościół artykularny

Wieś po raz pierwszy wzmiankowana była w 1277.
W latach 1974–1982 przeniesiono tutaj i zrekonstruowano zabytkowy ewangelicki kościół artykularny z zatopionej miejscowości Paludza. Kościół służy obecnie wiernym z parafii ewangelickiej Svätý Kríž – Lazisko.
W spisie powszechnym w 2001 ponad 99% mieszkańców zadeklarowało się jako Słowacy – pojedyncze osoby podały narodowość czeską oraz morawską. 52% mieszkańców to ewangelicy, a 32% katolicy.